# Kodak Tri-X

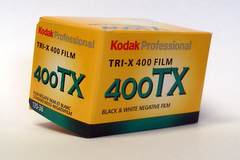
Kodak Tri-X.

Kodak Tri-X är en klassisk högkänslig svart-vit fotografisk film från Kodak i 135- och 120-formaten. Känsligheten är angiven till 400 ASA.
Tri-X dominerade marknaden helt under en lång rad år på grund av dess mångsidighet och tolerans. Filmens egenskaper beskrivs som "en finkornig film för alla tillfällen" och kan med enkelhet pressas till 1.600 ASA och 3.200 ASA vid svåra ljusförhållanden. 
2004 var det 50 år sen Kodak introducerade Tri-X (1 nov 1954) i 35 mm och 120 format.
Valet av filmframkallningsvätska avgör filmens återgivande av hög- och lågdagar. Vanligast är att man framkallar filmen i Kodaks egen vätska D76, eller för finare korn och täckning i högdagrarna används även Microdol X eller liknande. 
Tri-X hade en nära "släkting" i Plus-X som var en liknande film fast med angiven filmkänslighet på 125 ASA. Plus-X hade ett betydligt finare korn men var inte lika populär hos pressfotograferna på grund av den sämre ljuskänsligheten då pressfotografens uppdrag är mycket varierade.
I mitten på 1980-talet upplevde Kodak en stark konkurrens från andra tillverkare i pressfotosegmentet. Tri-X tappade avsevärda marknadsandelar till i första hand Fujifilms Neopan-filmer.
Tri-X avlöstes av Kodaks nya filmfamilj T-max. Tri-x och T-max tillverkas parallellt. T-max är den modernare finkornigare filmen med platta kristaller, däremot är Tri-x mer klassisk med mer korn på grund av dess kubiska kristaller. T-max är mer svårhanterad och kräver speciell framkallningsvätska och fixerings- och sköljtiderna var avsevärt längre än föregångaren, Tri-X. I konkurrensen med Neopan och med de nackdelar som T-max-filmerna hade så återtog man aldrig de förlorade marknadsandelarna utan tvärt om.